# Ходмезёвашархей
Хо́дмезёва́шархей (МФА: ˈhoːdmɛzøːvaːʃaːrhɛjо файле, венг. Hódmezővásárhely — «Рыночная площадь на бобровом поле», традиционное немецкое название Ноймаркт-ан-дер-Тайс нем. Neumarkt an der Theiß — «Новый рынок на Тисе»), город в Венгрии в Южном Альфёльде.
Расположен в долине реки Тиса. Административно относится к медье Чонград-Чанад. Население — 46 522 жителя (2012).
Машиностроение (в том числе сельскохозяйственное) и металлообработка, трикотажная, фарфоро-фаянсовая промышленность.
С 1905 года и до недавнего времени город был центром производства ходмезёвашархейской майолики. В настоящее время в связи с банкротством компании — владельца завода промышленное производство прекращено, однако действует Ходмезёвашархейский международный центр керамики, в котором сохраняются традиции изготовления майолики, ведётся образовательная и исследовательская работа, открыта постоянная экспозиция изделий.
Ходмезёвашархей является членом движения «Медленный город» (итал. Cittaslow).

## Население
| 2013   | 2014    | 2019    | 2021    | 2022    | 2023    | 2024    |
| ------ | ------- | ------- | ------- | ------- | ------- | ------- |
| 45 700 | ↘45 207 | ↘43 311 | ↘42 691 | ↘41 634 | ↗41 944 | ↘41 781 |

## Города-побратимы

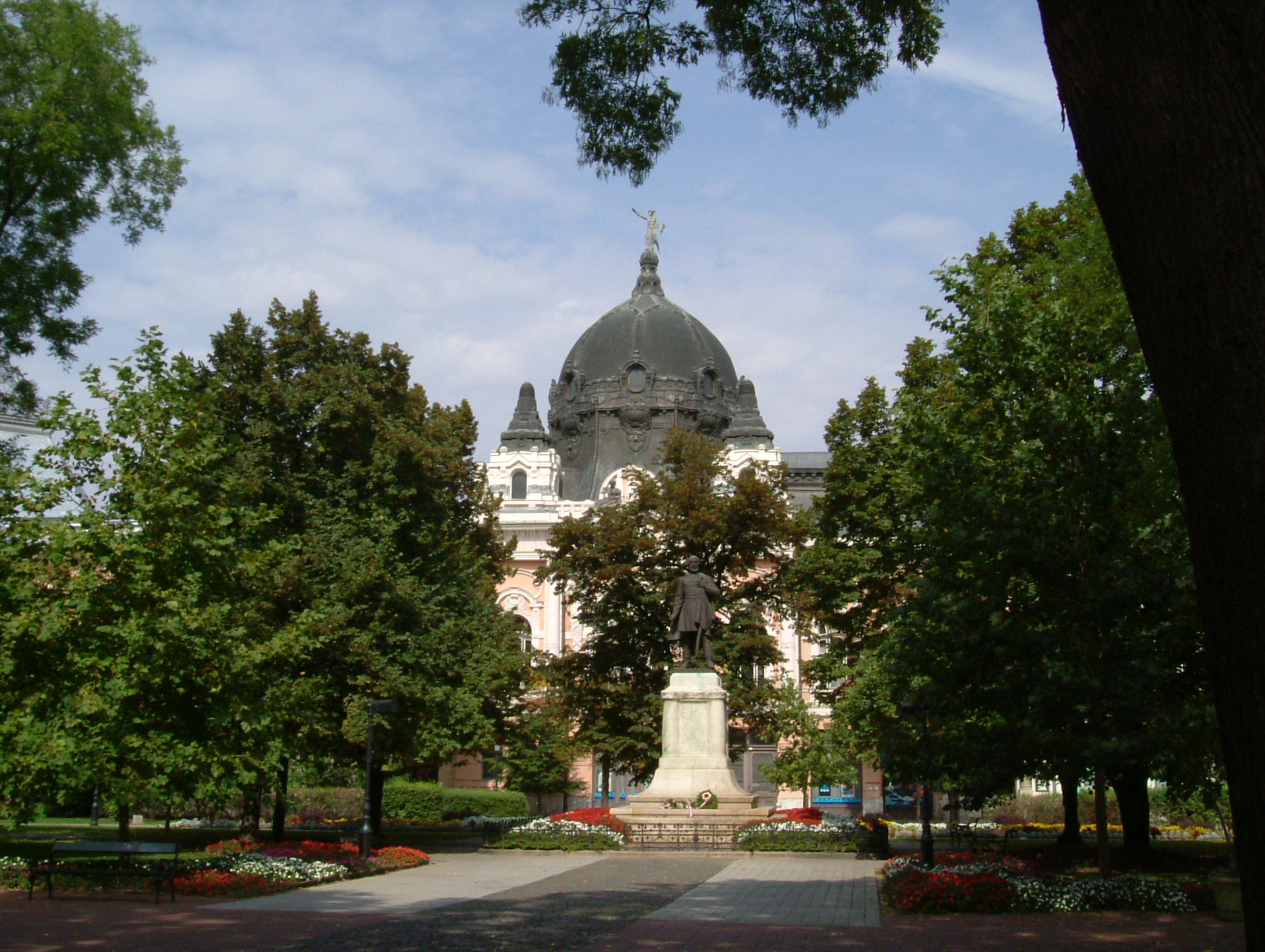
Здание Банка Венгрии в Ходмезёвашархее

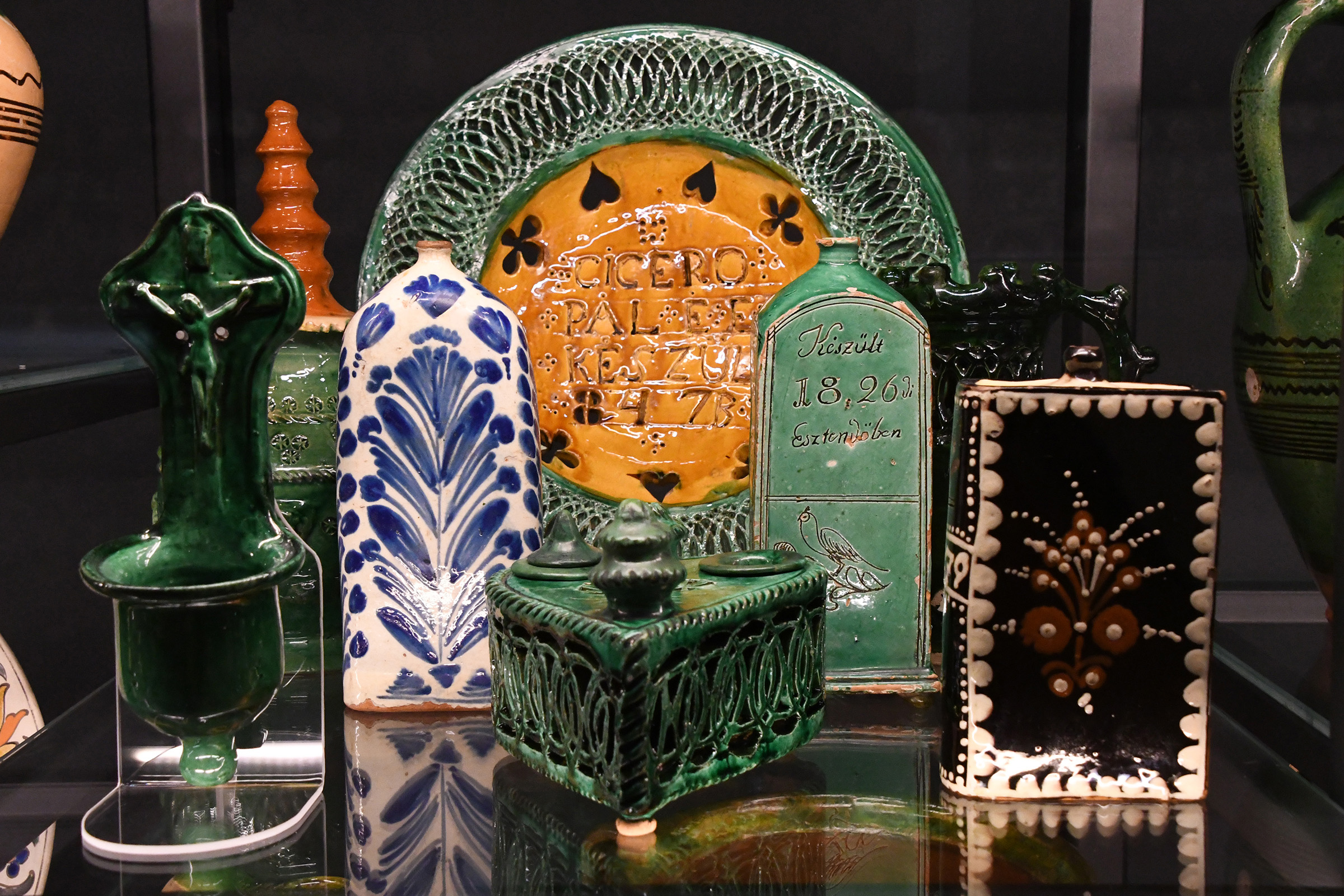
Ходмезёвашархейская майолика на выставке в будапештском Этнографическом музее (2022)

- Арад, Румыния[9]
- Байя, Венгрия[9]
- Бая-Маре, Румыния (2001)[9][10]
- Брецку[вд], Румыния[9]
- Брукнойдорф, Австрия[9]
- Валлорис, Франция[9]
- Видин, Болгария[11][9]
- Дебеляча, Сербия[9]
- Згеж, Польша[9]
- Кельме, Литва[9]
- Кельмеское районное самоуправление, Литва
- Кишкунхалаш, Венгрия[9]
- Лиманова, Польша[9]
- Сента, Сербия[9]
- Сокобаня, Сербия[9]
- /  Солотвино, Украина / Австро-Венгрия[9]
- Тамар, Израиль[9]
- Турда, Румыния[9]
- Ульм, Германия[9]
- Харлеммермер, Нидерланды[12]
- Хехинген, Германия[13]